# Usmernik
Usmernik  (ang. rectifier) je elektronska naprava, ki pretvarja izmenični električni tok (AC) v enosmernega (DC). Uporabljajo se v napravah, ki potrebujejo enosmerni tok, npr. skoraj vse komponente v računalniku delujejo na enosmerni tok, enosmerni tok je potreben tudi za polnjenje baterij. Usmernik se uporablja tudi za pretvorbo izmeničnega toka iz avtomobilskega alternatorja v enosmernega, v varilnih aparatih za pretvorbo izmeničnega toka iz omrežja v enosmernega.
Obstaja veliko različnih tipov usmernikov, večina sodobnih nima gibajočih delov.